# Piama Pawlowna Gaidenko
Piama Pawlowna Gaidenko (russisch Пиама Павловна Гайденко; * 30. Januar 1934 in Nikolajewka, Oblast Dnipropetrowsk; † 2. Juli 2021 in Moskau) war eine sowjetische bzw. russische Philosophin und Hochschullehrerin.

## Leben
Gaidenkos Eltern waren Landschullehrer. Nach dem Tod des Vaters am Ende des Deutschen Angriffskriegs an der Front zog die Familie nach Taschkent, wo Gaidenko den Mittelschulbesuch 1952 abschloss. Es folgte das Studium an der Lomonossow-Universität Moskau (MGU) in der Philosophie-Fakultät mit Abschluss 1957.
Darauf arbeitete Gaidenko als Junior-Redakteurin im Verlag für Ausländische Literatur und absolvierte daneben die Aspirantur an der MGU. Wichtige Lehrer waren für sie Teodor Oiserman und Alexei Lossew.
Als wissenschaftliche Mitarbeiterin des Moskauer Plechanow-Wirtschaftsinstituts verteidigte Gaidenko 1962 ihre Kandidat-Dissertation über die Philosophie Martin Heideggers als Ausdruck der Krise der modernen bürgerlichen  Kultur mit Erfolg für die Promotion zur Kandidatin der philosophischen Wissenschaften.
Von 1962 bis 1967 lehrte Gaidenko an der MGU am Lehrstuhl für Geschichte der Ausländischen Philosophie der Philosophischen Fakultät. Darauf war sie wissenschaftliche Mitarbeiterin des Instituts der Internationalen Arbeiterbewegung der Akademie der Wissenschaften der UdSSR (AN-SSSR, ab 1991 Russische Akademie der Wissenschaften (RAN)). Von 1969 bis 1988 arbeitete sie im Institut für Geschichte der Naturwissenschaft und Technik der AN-SSSR. Sie verteidigte 1982 ihre Doktor-Dissertation über die Entwicklung des Wissenschaftsbegriffs im Hinblick auf die Entstehung und Entwicklung der ersten wissenschaftlichen Programme mit Erfolg für die Promotion zur Doktorin der philosophischen Wissenschaften.
Von 1988 bis 2011 leitete Gaidenko im Institut für Philosophie der AN-SSSR/RAN den Sektor für philosophische Probleme der Wissenschaftsgeschichte. Die Ernennung zur Professorin erfolgte 1997.

## Ehrungen, Preise
- Plechanow-Preis (1997)[5]